# Neen
Neen és un moviment cultural creat per Miltos Manetas, que el 1999 deixà el còmput a la Lexicon Branding Inc. de trobar el nom pel nou moviment artístic. El moviment artístic Neen està en contra dels drets d'autor perquè segons els Neenstars, els artistes Neen, no existeix la propietat intel·lectual sinó l'intercanvi d'idees. Qualsevol obra pot ser copiada i també millorada per altres persones, però sempre es queda una versió original, una edició única creada en un moment precís per un determinat artista.

## Origen
El 31 de maig del 2000 Neen fou presentat a la conferència "Miltos Manetas presents: a new word for the art" a la galeria Gagosian de Nova York.

## Filosofia
La paraula Neen té els seus orígens a "Screen", on s'amaga una harmonia i un sentiment nou d'una relació que avui l'individu té amb la tecnologia, i Neen està relacionat amb aquest sentiment, que s'expressa a través de pàgines web, moda, literatura, filosofia, estil de vida. Involucra el disseny gràfic, l'art visual, la música, l'arquitectura i tot el que està relacionat amb el món d'Internet i els videojocs.
Les pàgines web presenten situacions creades amb animacions Adobe Flash i l'obra artística que es pot comprar i col·leccionar, no es refereix solament al moviment en si de l'animació, sinó a tota la pàgina web, perquè aquesta té un nom que forma part de la mateixa obra, un nom "punt com", que ha creat fenòmens de "domain poem" com el llibre escrit per l'artista japonesa Mai Ueda.

## Autors
Artistes d'aquest moviment són : Miltos Manetas, Nikola Tosic, Mai Ueda, Andreas Angelidakis, Rafael Rozendaal, Angelo Plessas, Tobias Bernstrup, Mike Calvert, Joel Fox, Steven Schkolne i Gnac.